# إريك فون إسن
إريك فون إسن (بالإنجليزية: Eric Von Essen)‏ هو عازف جاز وملحن أمريكي، ولد في 30 يونيو 1954، وتوفي في 14 أغسطس 1997.

## وصلات خارجية
- إريك فون إسن على موقع ميوزك برينز (الإنجليزية)
- إريك فون إسن على موقع أول ميوزيك (الإنجليزية)
- إريك فون إسن على موقع ديسكوغز (الإنجليزية)